# 糸居五郎のオールナイトニッポン
糸居五郎のオールナイトニッポン（いといごろうのオールナイトニッポン）は、ニッポン放送の深夜番組放送枠『オールナイトニッポン』で放送されていたラジオ番組。
当項目では、追悼特別番組『オールナイトニッポンスペシャル ゴールデンポップス深夜放送グラフィティ（オールナイトニッポンスペシャル ゴールデンポップスしんやほうそうグラフィティ）』についても記述する。

## 概要
1967年10月2日から1972年10月15日および、1975年1月3日から1981年6月29日にかけて放送された。

### パーソナリティ
- 糸居五郎 （ニッポン放送アナウンサー）

糸居はオールナイトニッポンの初代パーソナリティの一人。他には斉藤安弘、高岡尞一郎、今仁哲夫、常木建男、高崎一郎が担当した。

### 放送時間
- 毎週月曜日 25:00 - 29:00 （火曜未明1:00 - 5:00）※1967年10月2日 - 1972年10月15日

2部時代
- 毎週金曜日 27:00 - 29:00 （土曜未明3:00 - 5:00）※1975年1月3日 - 1977年4月1日
- 毎週水曜日 27:00 - 29:00 （木曜未明3:00 - 5:00）※1977年4月6日 - 1977年9月28日
- 毎週月曜日 27:00 - 29:00 （火曜未明3:00 - 5:00）※1977年10月3日 - 1981年6月29日

糸居が金曜2部で復帰するまでの1972年10月から1975年1月の間は、日曜日深夜の『オールナイトニッポン電話リクエスト』のパーソナリティなどを務めていた。

## 放送内容
番組は、「ノンストップ・ミュージック」を標榜する音楽番組であり、トークに時間の多くを割かず、音楽レコードをかけ続ける形態であった。
番組の中で使用される楽曲は、ほとんどが海外のアーティストのもの（＝洋楽）であり、ごく稀に日本のロックや今で言うJ-POPも紹介されることはあったが、いわゆる歌謡曲（特にその時のヒット曲）は全くといってよいほど番組で流されることはなかった。
元々、この下地として、1959年10月10日から、子会社・「株式会社深夜放送」（のちに現在の「フジサンケイエージェンシー」となるが、ラジオ番組制作からは撤退している）に制作を委託した、「オールナイト・ジョッキー」という番組があった。これも、後述の通り、糸居が自ら選曲、レコードプレーヤーのターンテーブルの操作などを一人でこなしていた。これの発展形としたのが当番組である。

## 技術
同番組はニッポン放送本社の「第4スタジオ」からオンエアされていた。出演者、構成作家、ディレクター、アシスタントディレクターらの多数のキャストやスタッフで進行する一般的な放送進行の形態とは異なり、「第4スタジオ」においては、ディスクジョッキーに対応するために、スタジオブース内に一人で操作できる配置で放送機材一式が揃えられ、ディスクジョッキー自身が複数のレコードプレーヤー（ミキシング・コンソール）を操作しながら、リスナーから寄せられたハガキ・手紙によるリクエストカードを紹介し（ただし糸居はリスナーのリクエストを直接紹介することはあまりなく、独自に選曲するというスタイルをとっていた）、レコードを再生する、という進行スタイルが構築されていた。CMを流す必要上、タイムキーパー役のディレクターと、レコード整理などの雑務担当スタッフのみがブース外に陣取っていた。このスタイルは同番組枠の前身である『オールナイトジョッキー』の頃から、糸居をはじめとした当時のディスクジョッキーらが作り上げたものであった。
さらに糸居は、曲を紹介してレコードの曲がオンエアで流れ始めると、それをイヤーモニターで確認しつつ、前に使用したレコードの片付けや、次の曲のためのリクエストカードや、使用するレコードの準備を自身で全てこなしていた。長めの曲をかけている間にトイレに行く際は、曲の終わりにスタジオに戻れない場合に備えて、イヤーモニターをつけ、片手にマイクを持ったままで用を足した。

## エピソード

### 語録
- Hi!
- Hi! こんばんは。
- オールナイトニッポン、Go Go Go!!! And Go's On!!
- オールナイトニッポン、Go Go Go!!! もひとつおまけにGo!
- ビター・スウィート・サンバ!
- 夜更けの音楽ファンこんばんは。夜明けの音楽ファンご機嫌いかがですか。（あるいは「明け方近くの音楽ファンおはようございます」）
- 君が踊り、僕が歌うとき、新しい時代の夜が生まれる。太陽の代わりに音楽を、青空の代わりに夢を。新しい時代の夜をリードする、オールナイトニッポンGo Go Go![4]

このフレーズは糸居の作ではなく、当時の『オールナイトニッポン』の構成作家・山之井慎によるものであり、全ての曜日でそれぞれのアレンジを施されて使用されていた。

### 放送期間中の出来事
- 1971年1月17日（自身の50歳の誕生日）に、西銀座のサテライトスタジオで特別番組『50時間マラソンジョッキー』を敢行し（翌々日の1月19日まで）、無事「完走」している。
- CMフィラーには、Floyd Cramerの『Make It With You』、『Games People Play』、『Both Sides Now』などのインストゥルメンタルが使用されていた。
- 1975年当時、現・音楽評論家の伊藤政則が本番組のADを務めていたことがある[7]。
- 最終回の数週間前に、これまでの放送の思い出話や『ビバ例会』などイベントの話などをし、そして噛みしめるように「20代には20代の青春が、30代には30代の青春が、そして50代には50代の青春がある」と語りかけた。そしてこの時、これまでの放送中一度も流したことのなかった涙を流したという[2][8]。

さよなら糸居五郎のオールナイトニッポン 糸居五郎のポップス・グラフィティ
- 1981年6月29日(30日未明)、自身の勇退となる最終回の放送は『糸居五郎のポップス・グラフィティ』と題して1部、2部通して放送された（1部のみのネット局を除く）。司会は当時同局アナウンサーのくり万太郎。演出はドン上野[9]。

当時の第1スタジオ（のちのラジオハウス銀河）にてリスナー百数十名を招き、糸居と交遊のある放送関係者、音楽関係者が多数訪れた他、ゲストとして高崎一郎、亀渕昭信、今仁哲夫、斉藤安弘などオールナイトニッポン黎明期の人気DJたち、中島みゆき、あおい輝彦、出門英らが生放送に駆けつけた。この他、タモリ、常木建男らからテープによるメッセージ、宇崎竜童からは電報が届いた。
AM1:30頃からはカーペンターズ『イエスタデイ・ワンス・モア』をバックに、くりによる「糸居五郎ヒストリー」の朗読が行われた。
AM2:30頃から、薗田憲一とデキシーランドジャズによる生演奏が行われた。
午前1時台・2時台はお祭り的な様相で、糸居はずっと立ちっぱなしで忙しくゲストなどの応対をしていたが、午前3時台からようやくいつものワンマンDJスタイルの進行に戻った。3時台の1曲目には『BITTERSWEET SAMBA』、2曲目にはオールナイトニッポンの前身的番組で糸居も担当していた『オールナイトジョッキー』のテーマ曲『ナイト・メアー』をかけ、淡々とそれまでの思い出を語っていった。
また、当時当番組の直前でオールナイトニッポン第1部（『中島みゆきのオールナイトニッポン』、この日は本番組のスペシャルのため休み）のパーソナリティを務めていた中島みゆきもスタジオに入り、糸居に花束を渡してその勇退を見守った。また、オールナイトニッポン黎明期のライバルとして同じ時間に放送していたTBSラジオ『パックインミュージック』のパーソナリティの一人で、当時TBSアナウンサーの林美雄もいちファンとして花束を持って駆け付け、生放送を見守っていた。
最後の挨拶はレイモン・ルフェーヴル・グランド・オーケストラの「ラスト・ワルツ」をバックにかけ、その後「世界は日の出を待っている」の生演奏でスタジオを後にした。

### 放送終了後
- 1984年12月28日に糸居は死去。1985年1月12日には1部・2部通し（通常は『笑福亭鶴光のオールナイトニッポン』）で糸居への追悼特番『オールナイトニッポンスペシャル ゴールデンポップス深夜放送グラフィティ』がくり万太郎を総合司会に放送された。放送内ではリスナーから電リクを寄せたり、高橋基子、出門英、八木誠をスタジオゲストに迎えた。当時現役パーソナリティの中島みゆきとビートたけし、高嶋ひでたけ、斎藤安弘といったパーソナリティ経験者だけではなく、局の垣根を越えて文化放送の『セイ!ヤング』とTBSラジオの『パックインミュージック』でパーソナリティを務めた愛川欽也・土居まさる・せんだみつお・野沢那智・白石冬美、さらに湯川れい子、武田鉄矢、郷ひろみ、佐野元春といったアーティスト・音楽関係者からの音声コメントも紹介された。また、『50時間マラソンジョッキー』のゴールの様子、オランダの海賊放送戦「メボⅡ」から放送した様子、エンディング近くでは最終回のエンディング部分が放送された。
- 佐野元春や辻仁成がこの番組のリスナーであり、特に辻は『辻仁成のオールナイトニッポン』の開始にあたって、「糸居さんが使っていたのと同じ第4スタジオからやりたい」と希望を出した[11]。
- 2017年に当時の貴重な音源の一部が発見され、ワーナーミュージック・ジャパンよりCDが3枚復刻された[12][13][14]。

## 番組の遍歴
| オールナイトニッポン 月曜 | オールナイトニッポン 月曜                                 | オールナイトニッポン 月曜                                                                     |
| ------------------------- | --------------------------------------------------------- | --------------------------------------------------------------------------------------------- |
| -                         | 糸居五郎のオールナイトニッポン 月曜 25:00 - 29:00糸居五郎 | 次担当亀渕昭信（『ビバカメショー』25:00 - 27:00） 今仁哲夫（『ビバテツショー』27:00 - 29:00） |

| オールナイトニッポン 金曜2部 | オールナイトニッポン 金曜2部                                 | オールナイトニッポン 金曜2部 |
| ---------------------------- | ------------------------------------------------------------ | ---------------------------- |
| 前担当イルカ                 | 糸居五郎のオールナイトニッポン 月曜2部 27:00 - 29:00糸居五郎 | 次担当湯浅明、田畑達志       |

| オールナイトニッポン 水曜2部 | オールナイトニッポン 水曜2部                                 | オールナイトニッポン 水曜2部 |
| ---------------------------- | ------------------------------------------------------------ | ---------------------------- |
| 前担当志賀まさひろ           | 糸居五郎のオールナイトニッポン 水曜2部 27:00 - 29:00糸居五郎 | 次担当松山千春               |

| オールナイトニッポン 月曜2部 | オールナイトニッポン 月曜2部                                 | オールナイトニッポン 月曜2部 |
| ---------------------------- | ------------------------------------------------------------ | ---------------------------- |
| 前担当稲川淳二               | 糸居五郎のオールナイトニッポン 月曜2部 27:00 - 29:00糸居五郎 | 次担当上村貢聖               |